# Alda Merini

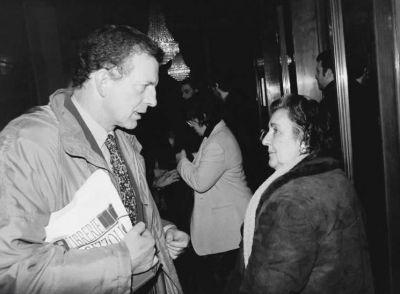
Alda Merini junto al escritor Aldo Busi.

Alda Merini (Milán, 21 de marzo de 1931-Milán, 1 de noviembre de 2009) fue una escritora y poeta italiana.

## Infancia y juventud
Alda Giuseppina Angela Merini nació el 21 de marzo de 1931 en una casa de la vía Papiniano n.º 57 de Milán, en el seno de una familia humilde (el padre era dependiente en una compañía de seguros, Assicurazioni Generali Venezia, y la madre era ama de casa). Fue la mediana de tres hermanos (una hermana y un hermano que aparecen en los poemas de Merini). Alda estudió en el Instituto Laura Solera Mantegazza y no consiguió matricularse en el Liceo Manzoni al no superar el examen de italiano. Durante este tiempo estudió piano, instrumento que apreciaba especialmente.
Publicó a edad muy temprana, con solo quince años, gracias a la protección de Giacinto Spagnoletti, que fue quien descubrió su talento artístico. En 1947, Merini encuentra le prime ombre della sua mente («las primeras sombras de su mente») y es internada durante un mes en el Hospital Psiquiátrico de San Raffaele Turro (Villa Turro) de Milán. Cuando sale, Giorgio Manganelli (a quien había conocido en casa de Spagnoletti junto a Luciano Erba y a Davide Turoldo) lleva a Merini a terapia con los psicoanalistas Fornari y Cesare Musatti.
Giacinto Spagnoletti incluyó a Merini entre los poetas de su Antologia della poesia italiana 1909-1949, publicada en 1950. En 1951, por la sugerencia de Eugenio Montale y de Maria Luisa Spaziani, el editor Scheiwiller publica dos poemas inéditos de Merini en el libro Poetesse del Novecento.
Entre 1950 y 1953, Merini frecuenta por trabajo y amistad al poeta Salvatore Quasimodo. En 1953 se casa con Ettore Carniti, propietario de algunas panaderías de Milán.
En 1953 aparece su primer volumen propio de poemas, La presenza di Orfeo. En 1955 publica Nozze Romane (Bodas romanas) y Paura di Dio (Miedo de Dios). Este mismo año nace su primera hija, Emanuela. Alda dedicará al médico que cuidó de su niña, Pietro De Paschale, la selección de versos Tu sei Pietro (Tú eres Pedro) que se publicó en 1961.

## Problemas psicológicos
«Para mí la vida fue hermosa porque la pagué cara.»
(Original: «La mia vita è stata bella perché l’ho pagata cara.»)

Tras Tu sei Pietro comienza un periodo de silencio y aislamiento, debido a su internamiento en el Hospital Psiquiátrico Paolo Pini, que dura hasta 1972 (con periodos en los que volvía a la casa familiar, durante los cuales nacieron otras tres hijas, entre otros su predilecta hija Barbara).
Hasta 1979 se alternaron los periodos de salud y enfermedad. En 1979 Merini vuelve a escribir: nacen en este momento sus textos más intensos, en los que narra sus experiencias en el hospital psiquiátrico. El libro se titulará La Terra Santa y será publicado en 1984 por Vanna Scheiwiller.
En 1981 muere su marido y la poeta se queda sola. En este periodo entabla una relación telefónica con el poeta Michele Pierri que, en aquel momento difícil de su retorno a la literatura, había demostrado apreciar su poesía. Se casa con él en octubre de 1983 y se traslada a Tarento, donde vive durante tres años. En este periodo escribe los veinte poemas-retrato de La gazza ladra (La urraca ladrona, alusión a una famosa ópera homónima de Rossini); también escribió numerosos textos para Perri. También en Tarento terminó L'altra verità. Diario di una diversa (La otra verdad. Diario de una distinta). Siempre frágil, en Tarento también tuvo problemas psiquiátricos.

## Regreso a Milán
En julio de 1986 regresó a Milán y recibió la asistencia de la doctora Marcella Rizzo, a la que dedicó más de una poesía. Reinicia antiguas amistades, entre ellas la de Vanni Scheiwiller, que publica L'altra verità. Diario di una diversa, su primer libro en prosa, al que seguirán Fogli bianchi en 1987 y Testamento (1988).
Merini inicia un periodo de gran fecundidad literaria y de estabilidad psicológica. En invierno de 1989 la poeta frecuenta el café-librería Chimera, situado en los Navigli (canales) de Milán, cerca de su casa, y ofrece sus escritos mecanografiados a sus amigos del café. En este periodo nacen libros como Delirio amoroso (1989) e Il tormento delle figure (El tormento de las figuras, 1990).
En los años siguientes, distintas publicaciones consolidan su regreso a la escena literaria. En 1991 se publica Le parole di Alda Merini (Las palabras de Alda Merini) y Vuoto d'amore (Vacío de amor), seguidos en 1992 por Ipotenusa d'amore, en 1993 La palude di Manganelli o il monarca del re (La ciénaga de Manganelli o el monarca del rey) y el librito Aforismi, con fotografías de Giuliano Grittini. Este año gana el Premio Librex-Guggenheim «Eugenio Montale» en la categoría de poesía, premio que la consagra entre los grandes literatos contemporáneos italianos, junto a figuras como Giorgio Caproni, Attilio Bertolucci, Mario Luzi, Andrea Zanzotto o Franco Fortini.
En 1994 publica Titano amori intorno (Amores en torno a Titán) con seis ilustraciones de Alberto Casiraghi, el volumen Sogno e Poesia (Sueño y Poesía) con veinte grabados de otros tantos artistas contemporáneos Reato di vita, autobiografía e poesía («Delito de vida, autobiografía y poesía»). En 1995 publica en la Editorial Bompiani La pazza della porta accanto (La loca de la puerta de al lado) y en Einaudi Ballate non pagate (Baladas no pagadas).
En 1996 gana el Premio Vareggio por la vida fácil (La vita facile), una obra en prosa con forma de diccionario en la que define objetos y vivencias personales. En 1997 consigue el Premio Procida-Elsa Morante. Ese mismo año se promovió en Italia su candidatura al Premio Nobel, impulsada especialmente por el dramaturgo Dario Fo, pero no prosperó. Al año siguiente, fue Fo quien ganó el Nobel.
En 1997 se publica su antología poética La volpe e il sipario (La zorra y el telón), con ilustraciones de Gianni Casari, donde hace evidente que su técnica poética nace de lo oral. Sus poemas son muy breves, cercanos al aforismo, género que frecuentará durante estos años y que culminará con la publicación de libros como Il Catalogo Generale delle Edizioni Pulcinoelefante (El catálogo general de las ediciones pulgoelefante, Scheiwiller, 1997), Aforismi e magie (Aforismos y magias, Rizzoli, 1999) o Lettera ai figli (Carta a los hijos, editado por Michelangelo Camilliti con ilustraciones de Alberto Casiraghi).

## Últimos años
En 2000 aparece Superba è la notte (Soberbia es la noche, Einaudi) con el conjunto de poemas escritos entre 1996 y 1999 que la autora envió al editor Einaudi y a Ambrogio Borsani. Al no ser posible ordenarlos cronológicamente (las obras no estaban fechadas), los editores decidieron publicarlos por afinidad temática y estilística.
La obra de Merini deriva a partir de estos años hacia una profunda religiosidad de carácter místico, alentada por su trato con Arnoldo Mosca Mondadori, quien editó los versos de la poeta en la editorial Frassinelli: a L'anima innamorata (2000) le siguen otros libros con este carácter, tres de los cuales tienen un prólogo de monseñor Gianfranco Ravasi: Corpo d'amore (2004), Poema della croce (2005) y Francesco, canto di una creatura (2007). Todos los textos de carácter religioso de Merini se publicaron en la editorial Frassinelli y estuvieron al cuidado de Arnoldo Mosca, estrecho colaborador de la poeta a partir de 2000.
En 2002 se publica Folle, folle, folle d'amore per te (Loca, loca, loca de amor por ti, Ed. Salani), con una cita de Roberto Vecchioni, autor de Canzone per Alda Merini (Canción para Alda Merini). También aparece Magnificat, un incontro con Maria (Frassinelli, 2002, con ilustraciones de Ugo Nespolo) y La carne degli Angeli (Frassinelli, 2002, con veinte obras inéditas de Mimmo Paladino). Ese mismo año recibe la Orden al Mérito de la República Italiana con categoría de comendadora.
En 2003 se edita Più bella della poesia è stata la mia vita (Más bella que la poesía ha sido mi vida), con textos y material audiovisual de la autora. En Einaudi aparece Clinica dell'abbandono, con introducción de Ambrogio Borsani y un texto de Vincenzo Mollica. El libro está dividido en dos partes: la primera, Poemi eroici (Poemas heroicos), con versos escritos a finales de los años noventa; la segunda, Clinica dell'abbandono (Clínica del abandono), con poemas de los últimos años. Este libro reproduce, con alguna variante, el texto de Più bella della poesia è stata la mia vita.
En febrero de 2004 Merini ingresa en el Hospital San Paolo de Milán por problemas de salud. Su precaria situación económica hace que los amigos de la poeta hagan una petición pública de ayuda y reciben apoyo de toda Italia. En internet, se pide desde numerosos blogs la intervención del alcalde milanés, Albertini. La escritora regresa finalmente a su casa de Porta Ticinese.
A finales de 2005 publicó Nel cerchio di un pensiero (teatro per voce sola) (En el círculo de un pensamiento, teatro para voz sola, Crocetti Editore), fruto de los dictados telefónicos de Alda Merini a Marco Campedelli y Le briglie d'oro (Poesie per Marina 1984-2004) (Las bridas de oro, Scheiwiller).
En 2006 se acerca al género negro con La nera novella (Rizzoli).
En 2007 con Alda e io: Favole, escrito a cuatro manos con el escritor Sabatino Scia, gana el premio Elsa Morante Ragazzi.
Fue nombrada doctora honoris causa por la Universidad de Mesina en octubre de 2007.
Murió en Milán el 1 de noviembre de 2009.

## Obras musicales basadas en poemas de Merini
En 2004 la cantante Milva editó un disco titulado Milva canta Merini con canciones compuestas por Giovanni Nuti sobre poemas de Alda Merini. La poeta asistió el día de su 73 cumpleaños al recital de Milva en el Teatro Strehler de Milán.
El 21 de julio de 2004 se interpretaron en el Teatro Romano seis cantatas de Federico Gozzellino basadas en poemas de Merini.

## Cine
En 2009 se estrenó el documental Alda Merini, una donna sul palcoscenico, dirigido por Cosimo Damiano Damato. Se presentó en las Giornate degli Autori de la 66.ª Mostra de Venecia. En la película participó Mariangela Melato.

## Traducciones al español
- Poesías de Alda Merini. Traducción: Mercedes Arriaga Flórez. Sevilla: Fundación Cajasol, 1999.
- La tierra santa. Traducción: Jeannette L. Clariond. Valencia: Pre-Textos, 2002.
- Baladas no pagadas. Traductora: Jeannette Lozano Clariond. Barcelona: La Poesía, señor hidalgo, 2005.
- Clínica del abandono (título original: Clinica dell'abbandono). Traducción, prólogo y notas: Delfina Muschietti. Buenos Aires: Bajo la Luna, 2008.
- Después de todo también tú, Alda Merini, Traducción: Delfina Muschietti,Ediciones VOX, Bahía Blanca,2008, Ilustración de tapa: Juan Noailles
- Cuerpo de amor. Traducción: Jeannette Lozano Clariond. México-España: Vaso Roto Ediciones, 2009.
- Magnificat. Traducción: Jeannette Lozano Clariond. México-España: Vaso Roto Ediciones, 2009.
- La carne de los ángeles. Traducción: Jeannette Lozano Clariond. México-España: Vaso Roto Ediciones, 2009.
- Vacío de amor. Traducción: Mercedes Arriaga Flórez y Jenaro Talens. Palencia: Ediciones Cálamo, 2010.
- La vida fácil. Silabario. Traducción: Chiara Giordano y Javier Echalecu. Madrid: Trama Editorial, 2017.[7]